# Formindep
Le Formindep (« Association pour une formation et une information médicale indépendante ») se définit comme un « collectif organisé en association » dont le but est de « favoriser une formation et une information médicales indépendantes de tout autre intérêt que celui de la santé des personnes ».

## Historique
Ce collectif a été lancé en mars 2004 à l’initiative de Philippe Foucras, à l’époque médecin généraliste dans le Nord et formateur en médecine générale,.
En mars 2009, le Formindep remet en cause l'indépendance de la Haute Autorité de santé (HAS). Il saisit en décembre 2009 le Conseil d'État afin d'obtenir l'annulation, pour non-respect des règles de gestion des conflits d’intérêts, de deux recommandations de la HAS, sur le diabète et sur la maladie d'Alzheimer. Il obtient satisfaction sur les deux : en avril 2011, la HAS retire la recommandation sur la maladie d'Alzheimer ; et en mai 2011 le Conseil d'État abroge celle sur le diabète,,.
Début 2017, le classement du Formindep révèle que seulement « 9 facultés de médecine sur 37 avaient pris des résolutions pour se prémunir contre les conflits d'intérêts ». En réaction, le 7 novembre 2017, les représentants de toutes les facultés françaises de médecine et de chirurgie dentaire signent une charte éthique et déontologique,. Deux ans plus tard, son nouveau classement montre que des efforts ont été réalisés mais « qu'en dépit des engagements, les résultats ne sont toujours pas bons ».
Le 28 août 2018, face au refus de la HAS, le Formindep dépose « une requête au Conseil d’État, demandant le retrait de la fiche mémo produite par le groupe d’experts » sur la prise en charge de l’excès de cholestérol et de triglycérides. Trois mois après, et avant que le Conseil d'État ne se prononce, la HAS retire ses recommandations. En parallèle le 3 octobre 2018, L'association Anticor, se basant sur les analyses du Formindep, porte plainte contre des experts du cholestérol concernant leurs liens d'intérêts avec des laboratoires pharmaceutiques,. 
L'étude du 3 avril 2019 réalisée par le Formindep est citée par le journal Le Monde. Elle montre que les centres hospitaliers universitaires (CHU) français sont en retard dans la prévention des conflits d'intérêts. Or ils représentent un lieu stratégique de prescription pour les laboratoires pharmaceutiques. « Sur un score maximal possible de 58 points, les notes s'échelonnent entre 0 et 24, aucun hôpital n'a donc la moyenne. Quinze CHU, soit pratiquement la moitié, ne marquent même pas un seul point. Soit par absence de politique, soit par absence de réponse malgré les relances ».

## Membres
Les membres du Formindep sont des patients ou des professionnels de santé (dont 200 médecins en 2013). Le nom des administrateurs est consultable sur le site de l'association.
En mai 2012, un article du journal Le Monde révèle des liens entre Robert Molimard et l'industrie du tabac absents de sa déclaration d'intérêts en tant que membre du conseil d'administration. À la suite de cet article, Robert Molimard a proposé sa démission au conseil d’administration de l'association, qui l'a refusée à l'unanimité moins une abstention.